# Ruslands autonome okruger
Rusland har siden 2008 4 autonome okruger med et vist selvstyre. Okrugerne regnes som selvstændige føderale enheder, men indgår administrativt i en republik eller en oblast og sidestilles med en okrug eller andre administrative enheder på 3. niveau. Efter en folkeafstemning i 2008 blev et antal autonome okruger ophævet.

## Historie
Det Russiske Kejserrige var kendt for at undertrykke de nationale mindretal, bedrive russificeringspolitik og for ifølge Lenin at være "folkenes fængsel". I den multietniske union Sovjetunionen oprettedes nationale okruger som en form for administrative enheder i 1920'erne for at give autonomi til de oprindelige folk i de nordlige områder. Nationale okruger blev bredt implementeret i 1930. I den sovjetiske forfatning fra 1977 ændredes navnet fra "nationale okruger" til "autonome okruger" for at understrege den faktiske autonomi og at okrugerne ikke bare var en anden form for administrativ og territorial opdeling. Mens 1977-forfatningen fastsatte, at de autonome okruger var underlagt oblaster eller krajer blev denne klausul ændret den 15. december 1990, hvor det blev præciseret, at autonome okruger var underlagt direkte under den Russiske SFSR, selv om de stadig rent administrativt var indkoopereret i de krajer eller oblaster, de var underordnet før.